# Columna López Tienda
La Columna López-Tienda, també coneguda com a s columna «Libertad», va ser una unitat de milícies que va operar al començament de la Guerra civil espanyola.

## Història
Va ser creada poc després de l'esclat de la Guerra civil, estant formada per membres del PSUC i la UGT. La columna va estar manada pel capità d'enginyers Rafael López-Tienda, mentre que Virgilio Llanos Manteca en va ser el comissari polític. L'agost de 1936 va arribar a formar part de l'expedició del capità Alberto Bayo Giroud que va desembarcar a Mallorca. Acabaria tornant a la península, i el 10 de setembre es va incorporar al front de Madrid. No obstant això, la unitat va tenir una actuació poc gloriosa en el front de Madrid. El cap de la columna, López-Tienda, va morir en la tardor de 1936 durant els combats de Madrid.
El comandament de la columna passaria al capità Eduardo Martín González, comptant per a llavors amb uns 1.960 homes.